# Штейн, Григорий Аркадьевич
Григорий Аркадьевич Штейн (19 мая 1939 — 14 января 2024) — заслуженный работник народного образования Украины, отличник народного образования Украины, кандидат экономических наук.

## Биография
Родился 19 мая 1939 года. Филолог по образованию. Окончил в 1963 году Харьковский университет.
22 августа 1990 года основал Донецкий лицей «Коллеж» на базе Ворошиловского учебно-предпринимательского комбината и являлся его директором по 2017 год.
В зрелом возрасте обучался на экономическом факультете Донецкого национального технического университета. В 1997 году защитил диссертацию на соискание ученой степени кандидата экономических наук по теме «Инновационный подход к управлению подготовкой кадров для рыночной экономики». Доцент кафедры экономической теории Донецкого национального технического университета. Член Учёного совета Донецкого национального технического университета. В 1999 году Штейну присвоено звание профессора.
Депутат Ворошиловского совета в г. Донецке. Член национального консультативного совета в Правлении Украинской евангельской теологической семинарии
Краевед, основатель и автор серии художественно-публицистических книг «Жизнь замечательных людей Донбасса». В этой серии вышли книги Григория Штейна о народных артистах Украины Петре Ончуле, Раисе Колесник, Валентине Землянском, Алине Коробко. 17 ноября 2010 года в Донецкой областной научной библиотеке имени Крупской прошел творческий вечер автора, презентация книг серии «Пісні душі моєї», «Голос віддаю людям», «Солов’їні далі», «Тарас Микитка — видатний український диригент» и «Святая к музыке любовь», а также книжная выставка, посвящённая творчеству Григория Штейна.
Скончался 14 января 2024 года

## Семья
Жена: Галина Штейн — учительница фортепиано в Волновахе, затем в вечерней музыкальной школе Донецка.

## Награды
- Почётный гражданин Европы
- Орден Богдана Хмельницкого III степени
- Орден святого Архистратига Михаила
- медали